# 康熙大帝 (1993年电视剧)
《康熙大帝》是中國大陸拍攝的一部历史電視連續劇。它是在二月河的小說《康熙大帝·第一部夺宫》的基礎上改編的。其背景故事是清朝聖祖康熙帝处鳌拜的事跡。这部电视劇开启了二月河小說的改编，之後又有1997年的電視連續劇《雍正王朝》，2001年的《康熙王朝》（根据《康熙大帝》全本改编），2002年的《乾隆王朝》。

## 演员表
- 陈建军 饰 康熙帝
- 蔺达诺 饰 康熙帝（8岁）
- 谭非翎 饰 鳌拜
- 张梦棣 饰 太皇太后
- 李跃震 饰 魏东亭
- 袁之光 饰 索尼
- 朱娜 饰 苏麻喇姑
- 王刚 饰 纳兰明珠
- 张光政 饰 苏克萨哈
- 王小茂 饰 纳莫
- 袁进 饰 纳摩福
- 李作民 饰 穆里玛
- 曹文榛 饰 小毛子
- 陈玉良 饰 史龙彪
- 刘红梅 饰 史鉴梅
- 孙宝光 饰 张万强
- 付小娜 饰 孙嬷嬷（曹寅母）
- 马铭 饰 查克丹
- 马昆 饰 吴六一
- 侯玉泉 饰 查伊璜
- 张国泰 饰 查书
- 徐秋成 饰 胡宫山
- 鲍烈 饰 熊赐履
- 纪枫 饰 翠姑
- 严志秋 饰 王登联
- 马刚 饰 何桂柱
- 王健 饰 班布尔善
- 李丽珠 饰 尼雅
- 田美荣 饰 王氏
- 刘劲 饰 顺治帝
- 孙学文 饰 济世
- 王英 饰 遏必隆
- 陈健 饰 伍次友
- 王爱民 饰 赫舍里皇后
- 祝普恭 饰 朱昌祚
- 王为民 饰 歪虎
- 邢文博 饰 苏长寿
- 薛中銳 饰 索额图